# Ladona julia

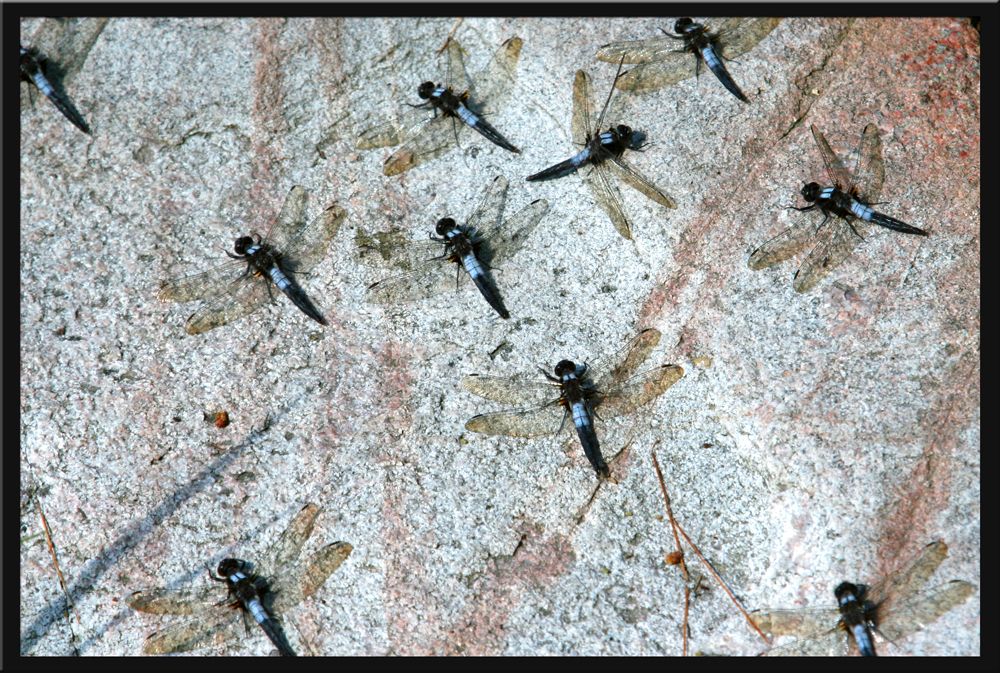
Male Chalk-fronted Corporals perching on a rock

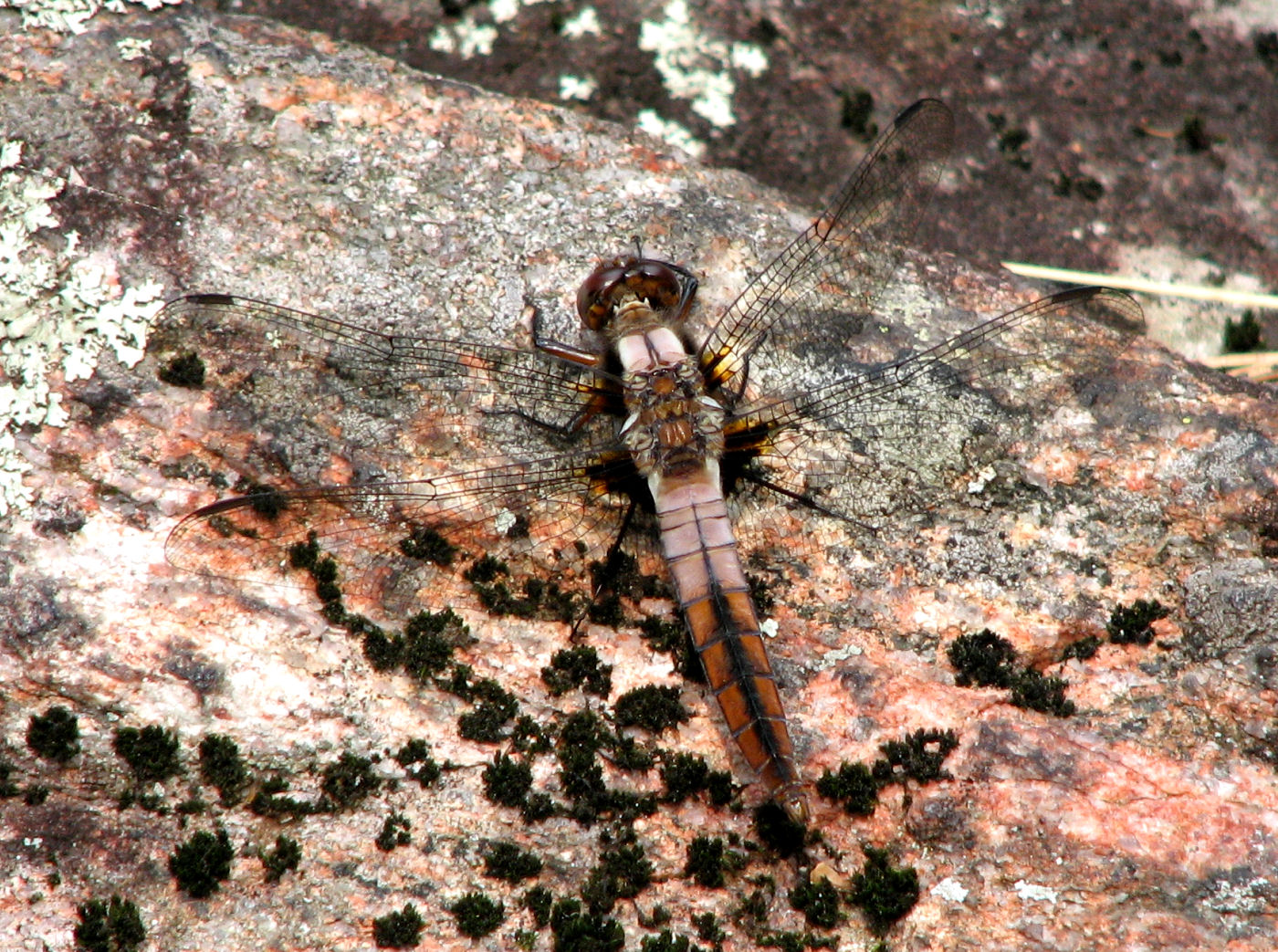
Female juvenile

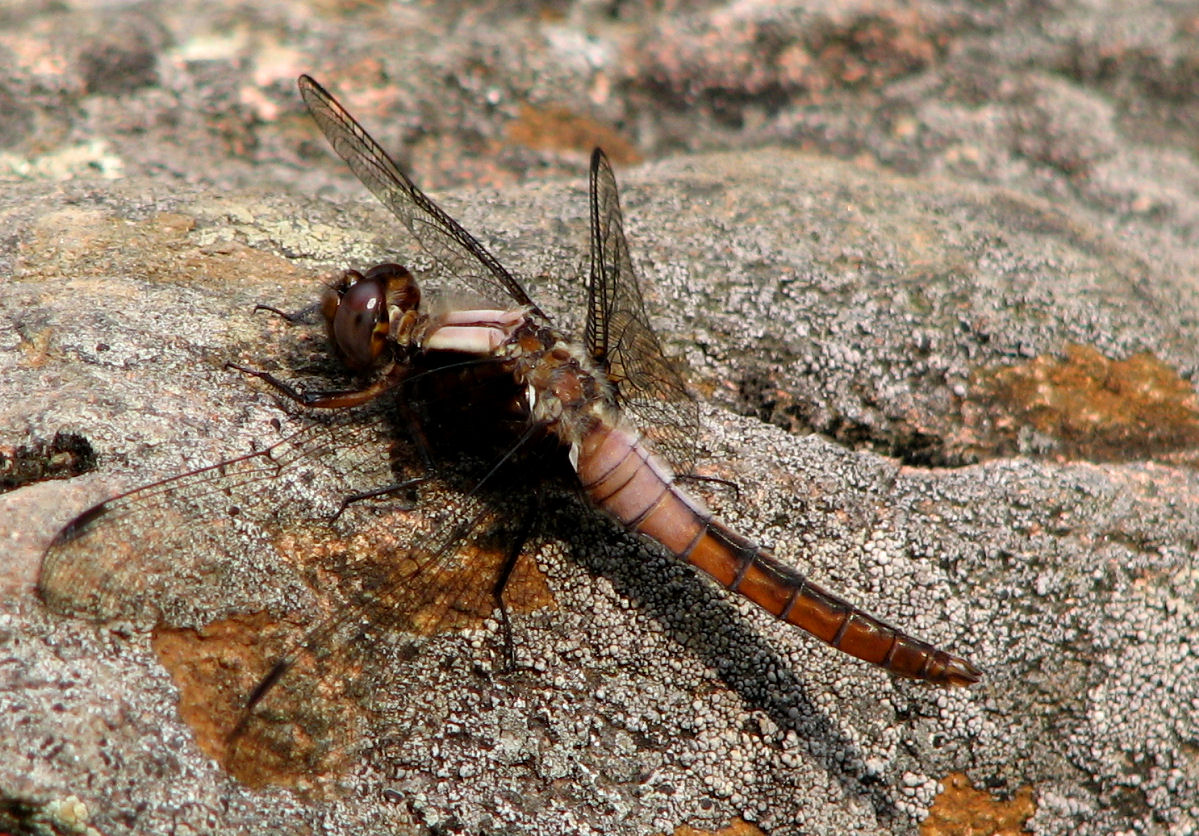
Female juvenile, side-view

Ladona julia là một loài chuồn chuồn ngô thuộc họ Libellulidae được tìm thấy ở miền bắc Bắc Mỹ và miền nam Canada.

## Hình ảnh

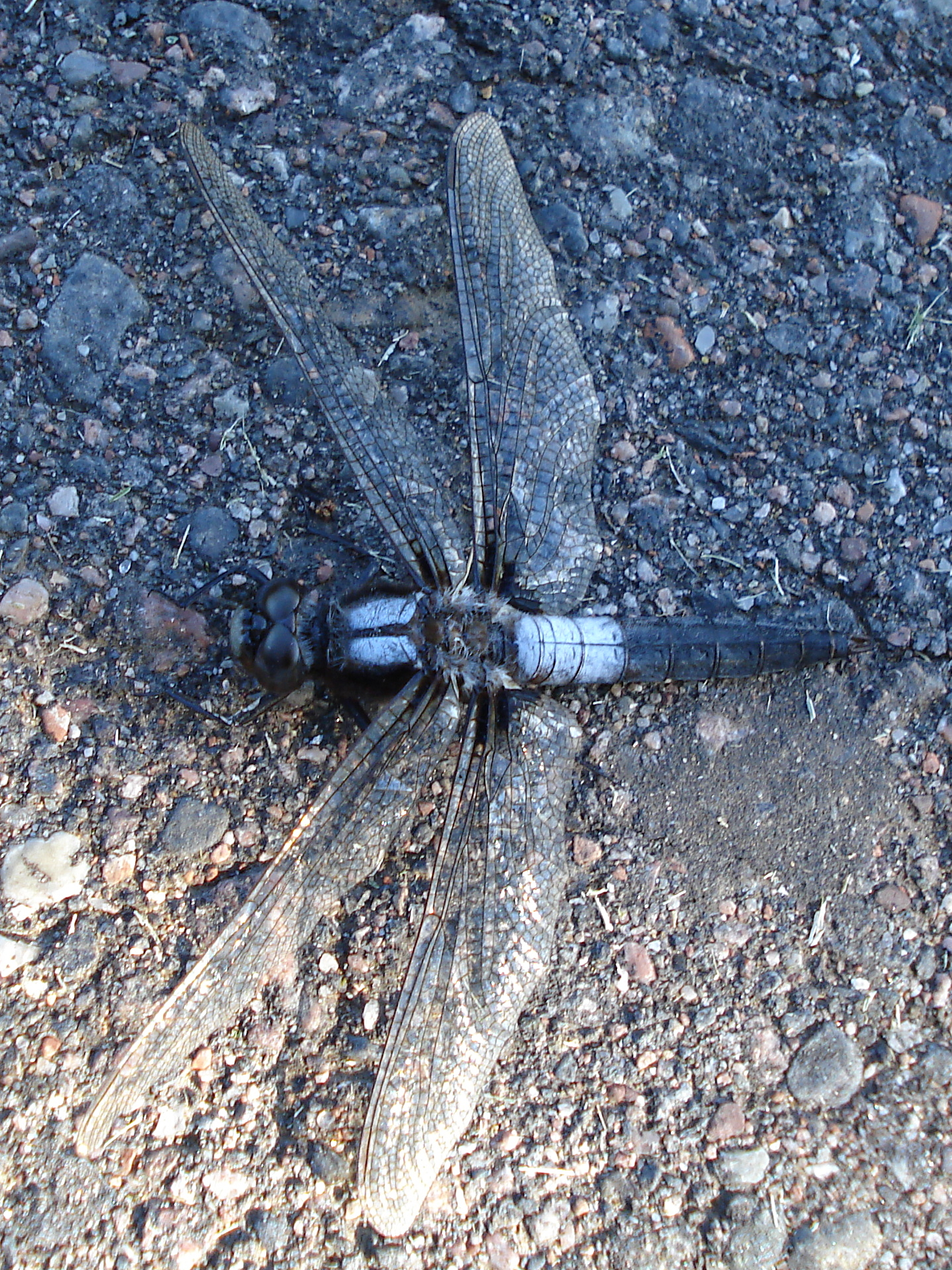
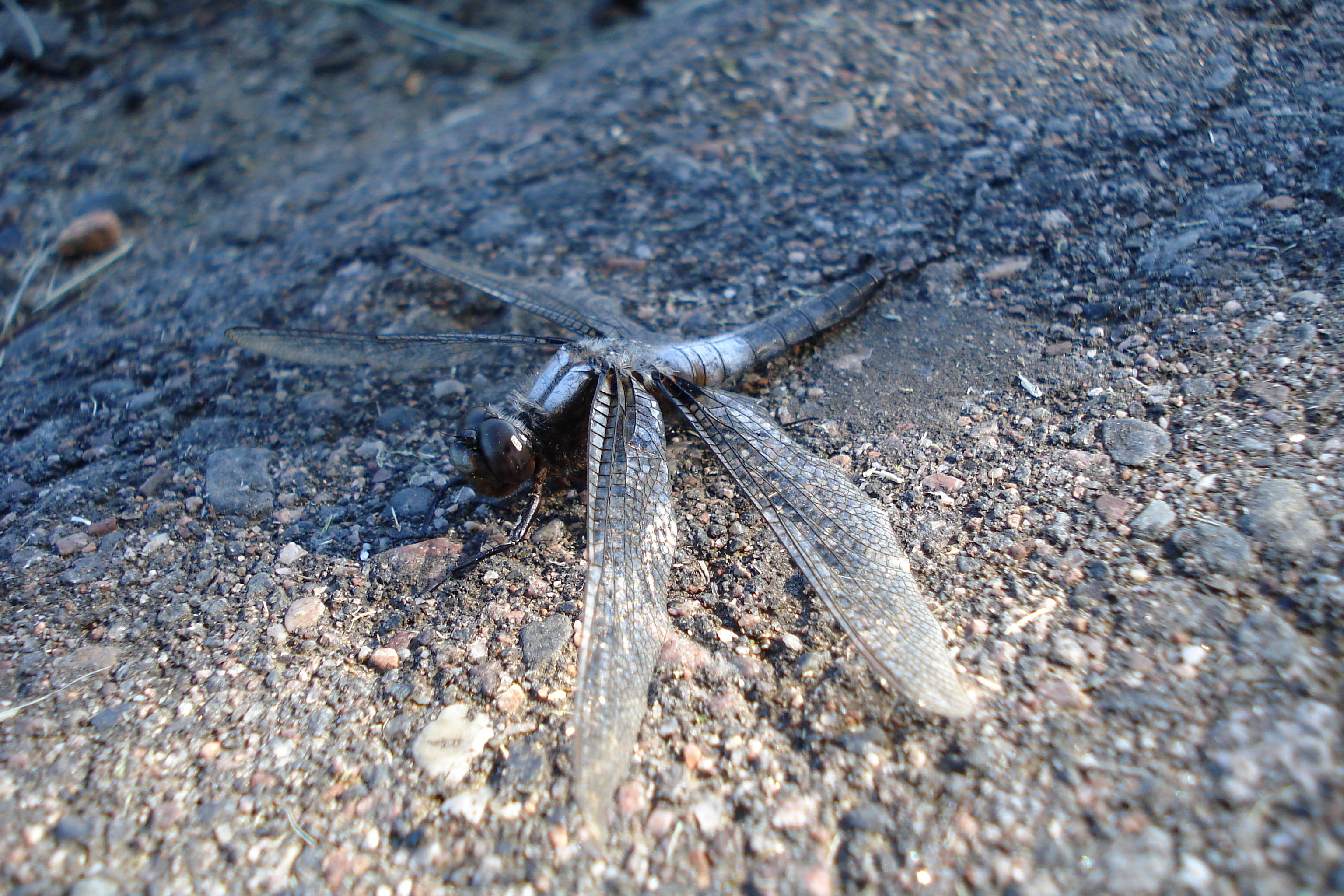